# 克萊蘭海茨 (特拉華州)
克萊蘭海茨（英語：Cleland Heights）是位於美國特拉華州紐卡斯爾縣的一個非建制地區。該地的面積和人口皆未知。

## 地理
克萊蘭海茨的座標為39°44′05″N 75°34′29″W / 39.73472°N 75.57472°W，而該地的平均海拔高度為34米（即112英尺）。